# Capnophialophora hughesii
Capnophialophora hughesii är en svampart som beskrevs av Borowska 1986. Capnophialophora hughesii ingår i släktet Capnophialophora och familjen Metacapnodiaceae.   Inga underarter finns listade i Catalogue of Life.